# Jean Pain
Jean Pain (Suíça, 12 de dezembro de 1928 - Villecroze, França, 30 de Julho de 1981), foi um agricultor e inventor autodidacto francês precursor na permacultura e nas energias renovaveis, com a compostagem do mato triturado para produzir energia (gás, calor e eletricidade), em 1976 foi condecorado cavaleiro do Mérito Agrícola.

## Biografia
Jean e a sua esposa, Ida, viviam  em Villecroze, no Var, no sul de França, na herdade "des Templiers" propriedade arborizada de 241 hectares que eles vigiavam.
Nas décadas de 1960 e 1970, Jean desenvolveu um processo de compostagem de mato para produzir húmus muito rico, permitindo-lhe realizar uma horticultura muito produtiva, sem  químicos, rega ou sacho com uma camada de húmus de 10 cm recoberta por 7 cm de fetos ou agulhas secas de pinheiro. Também utilizava o calor produzido durante a fermentação do composto.  
Ele então aperfeiçoou seu método moendo arbustos e galhos de árvores. Inventando um triturador que lhe permitiu obter uma matéria-prima de qualidade.
Finalmente usou o seu composto numa pequena unidade de metanização produzindo gás metano para operar um gerador de eletricidade, fogões a gás e abastecer seu Citroën 2CV em combustível. Acrescentou uma serpentina para aquecer água até 60°C, a uma velocidade de 4 litros por minuto, para uso doméstico e aquecimento  da casa e de estufas.
A partir de 1973, sua esposa Ida escreveu um livro apresentando as invenções do marido, traduzido em inglês, alemão, espanhol e holandês.  Jean Pain morreu de Câncer de bexiga (português brasileiro) ou cancro da bexiga (português europeu) em 1981, aos 52 anos.

## Posteridade
A empresa Jean Pain, fundada por um sobrinho, continua vendendo trituradores.  Uma associação belga chamada Comité Jean Pain mantém um centro de experimentação e de formação em técnicas de moagem e compostagem em Londerzeel, na Bélgica.    Outras estruturas continuam a compostar lascas de madeira de sebes usando seu método.  

## Obra publicada
- Les méthodes Jean Pain ou un autre jardin de Ida e Jean Pain (em francês).